# Захоплення ідіота
«Захоплення ідіота» (англ. Idiot's Delight) — американський комедійний мюзикл режисера Кларенса Брауна 1939 року.

## Сюжет
Гаррі Ван повертається з Першої світової війни і намагається повернутися до шоу-бізнесу, але справа закінчується тим, що йому доводиться братися за різну дрібну роботу — підтанцьовуючи і виконуючи куплети. Нарешті Гаррі знаходить партнерку, але вона його підводить — партнерка часто напивається. В одному з міст він знайомиться з молодою акробаткою Айрін, яка в нього закохується.
Вона представляється російською імігранткою, натякаючи на своє високе походження. Але Гаррі — би́та голова і їй не вірить. Вони проводять разом романтичну ніч і Айрін переконує його, що вона здатна замінити його партнерку, але він вирішує залишитися з колишньою. Через кілька днів вони розлучаються. Вона з трупою їде в одну сторону, а він — в іншу.

## У ролях
- Норма Ширер — Ірен Феллара
- Кларк Гейбл — Гаррі Ван
- Едвард Арнольд — Ахілл Вебер
- Чарлз Коберн — доктор Вольдерсі
- Йозеф Шильдкраут — капітан Кірвлін
- Берджесс Мередіт — Квілларі
- Лаура Гоуп Крюс — мадам Зулейк
- Річард «Скітс» Галлахер — «дон» Навадел
- Пітер Віллз — містер Джиммі Черрі
- Пет Патерсон — місіс Черрі
- Джоан Марш — Елейн Мессіджер